# Imatrafall

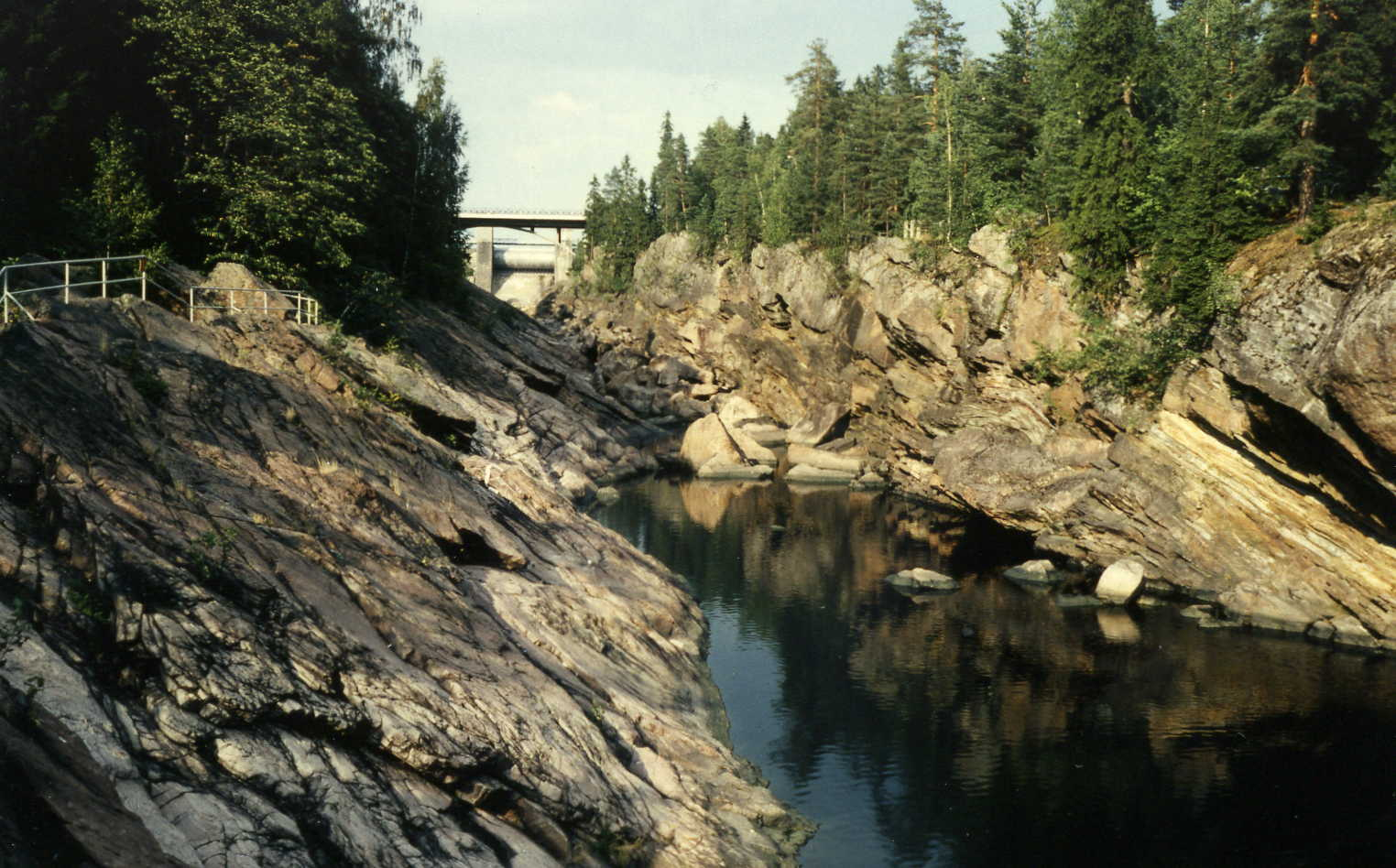
Das trockene Flussbett des Vuoksi am Imatrafall

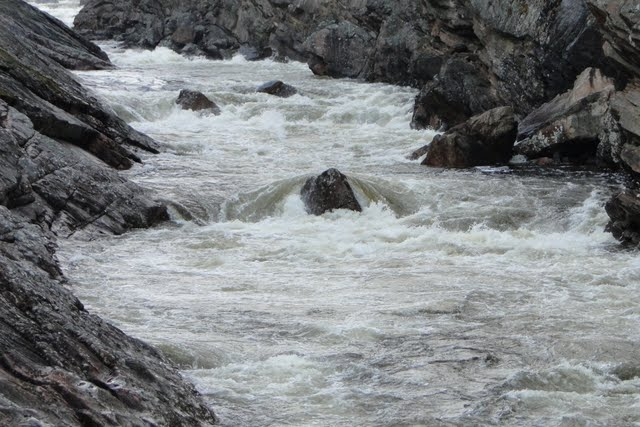
Der Imatrafall bei geöffneten Schleusen

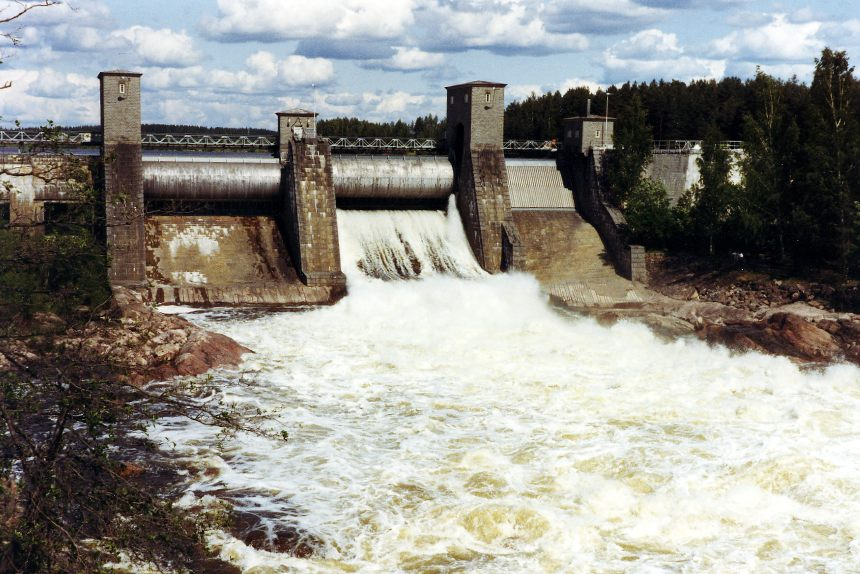
Geöffnete Schleuse des Wasserkraftwerks am Imatrafall

Der Imatrafall (finnisch Imatrankoski [ˈimɑtrɑnˌkoski]) ist ein Wasserfall in der Stadt Imatra im Südosten Finnlands. Der Fluss Vuoksi fällt hier auf einer Länge von rund 500 Metern in einer engen Granitschlucht 18 Meter. Seit 1929 werden die Fälle jedoch zur Stromerzeugung genutzt und das Wasser umgeleitet. Nur zu bestimmten Zeiten werden die Schleusen geöffnet und das alte Flussbett geflutet. Der Abfluss des Imatrafalls beträgt dann 500 m³/s. Sowohl der direkt benachbarte Stadtteil Imatrankoski als auch die Stadt Imatra haben ihren Namen nach dem Imatrafall erhalten.
Der Imatrafall ist eine von 27 offiziellen „Nationallandschaften“ Finnlands. Seit dem Besuch der Zarin Katharina der Großen im Jahr 1772 ist der Imatrafall ein populäres Touristenziel. Davon zeugt das 1903 erbaute luxuriöse Staatshotel (Valtionhotelli) direkt am Imatrafall. Heute finden in der Touristensaison von Mitte Juni bis Mitte August einmal täglich für zwanzig Minuten Vorführungen statt. Besucher können das Naturschauspiel von einer Bogenbrücke oder von einem unterhalb gelegenen Park betrachten. Zur Öffnung der Schleusen wird traditionell über Lautsprecher das Stück Es kocht der Strom von Jean Sibelius gespielt.